# Inmigración sueca en Costa Rica
Los sueco-costarricense son ciudadanos costarricense de origen sueco. Según el Censo Nacional de 2012 unos 1100 suecos viven en Costa Rica, mayormente profesionales y pensionados.

## Historia
Los primeros inmigrantes suecos se asentaron en el país a mediados del siglo XIX conforme el presidente José María Castro Madriz realiza reformas que promueven la inmigración europea. Durante las primeras décadas la inmigración sueca fue limitada ya que el país prefería la migración alemana, italiana, francesa y británica. La comunidad sueca en Costa Rica estaba conformada mayormente por mercaderes y misioneros luteranos. A finales del siglo XIX Costa Rica se popularizó como un destino de migrantes suecos atraídos por su política, economía y clima benignos. Por esta época se abre el primer consulado sueco en el país, así como la Escuela Sueca y el Club Sueco, e incrementa el número de niños costarricenses de ascendencia sueca.

## Sueco-costarricenses
Los sueco-costarricenses son menos numerosos que los costarricenses de origen hispano o italiano, la mayoría se concentran en áreas urbanas. También viven zonas rurales en la zona norte de Costa Rica.  Se calcula que entre 8000 y 13000 costarricense tienen ascendencia sueca de algún nivel, apellidos conocidos son: Johansson, Eriksson, Andersson, Carlsson, Hansson y Berg. Muchos inmigrantes suecos fueron misioneros luteranos por lo que la mayoría practica esta religión, otros también son pentecostales y ateos.
También hubo suecos que vinieron a Costa Rica a finales del siglo XIX con la intención de trabajar la tierra y dedicarse a las actividades comerciales. En San Carlos, San Ramón y Naranjo, formaron familias con costarricenses y favorecieron el mestizaje, una característica propia de la historia costarricense.

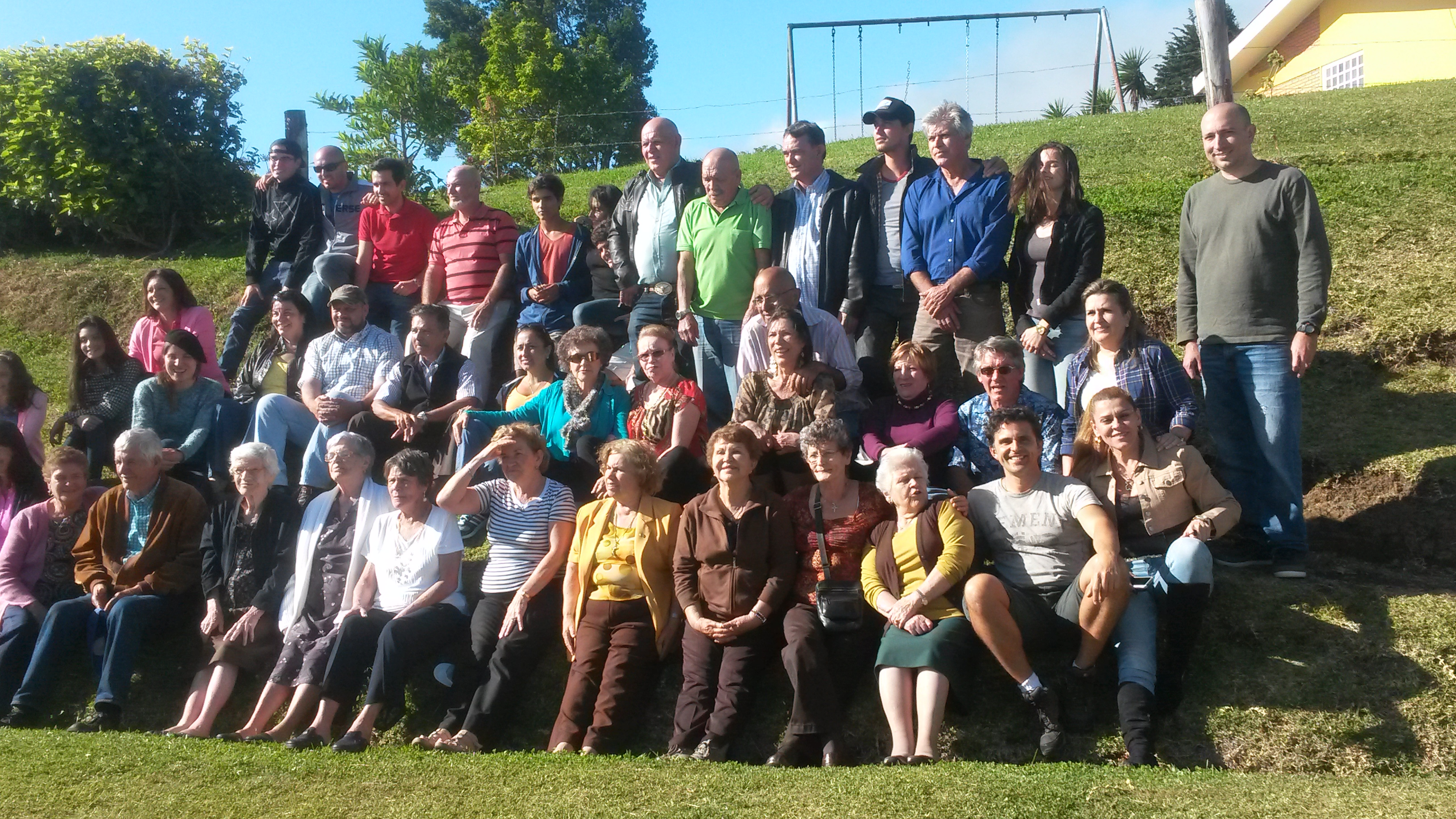
Descendientes de Nils Uno (NIcolás) reunidos en Naranjo, Alajuela

## Cultura sueca en Costa Rica
El Día de Santa Lucía no es una celebración oficial en Costa Rica pero es celebrado en varias iglesias luteranas del país fundadas por misioneros suecos, noruegos, daneses, finlandeses e islandeses. Algunas escuelas enseñan el idioma sueco que se tornó importante en el país con el arribo de empresarios suecos, pero su aprendizaje no es obligatorio. Costa Rica y Suecia comparten consulados honorarios en sus respectivas capitales. Algunas empresas suecas con sucursales en el país son Ericsson, ABB, NCC, SCA, Accenture, Volvo Construction, Volvo personbilar, Volvo lastvagnar, Scania Elektrolux, Elof Hansson, Atlas Copco, Sandvik, Oriflame and De Laval. Suecia también tiene un programa de cooperación con Costa Rica.